# IMPA Tu-Sa
El IMPA Tu-Sa (Tu-Sa se refiere a "Turismo Serie A"), era un avión civil de entrenamiento desarrollado en Argentina en la década de 1940 por las Industrias Metalúrgicas y Plásticas Argentina para uso en aeroclubs y escuelas de aviación. Era un monoplano convencional de ala baja con tren de aterrizaje fijo.
En servicio, el avión demostró una serie de fallas de diseño serias que lo llevaron a una serie de accidentes por lo que diversos pilotos bromeaban respecto a que Tu-Sa se refería a "Todo Un Sarcófago Aéreo". La aeronave fue retirada cuando fue muy evidente que los defectos no podrían corregirse sin rediseñar completamente la aeronave.

## Especificaciones
Datos de
Características generales
- Longitud: 7.42 m (24 ft 4 in)
- Envergadura: 11.50 m (37 ft 9 in)
- Altura: 2.97 m (9 ft 9 in)
- Peso máximo al despegue: 682 kg (1,504 lb)
- Planta motriz: 1 × Continental A-80 de 80 HP (60 kW)
- Hélice: Paso fijo, Bipala de madera

Rendimiento
- Velocidad crucero: 133 km/h (83 mph, 72 kn)
- Velocidad nunca excedida: 230 km/h (143 mph, 124 kn)
- Techo de vuelo: 3,600 m (11,800 ft)
- Carrera de despegue: 250 m (820 ft)